# Paul Bohrisch
Paul Bohrisch (* 7. Februar 1871 in Blasewitz; † 6. Mai 1952 in Dresden) war ein deutscher Hochschullehrer für Pharmakognosie.

## Leben
Bohrisch wurde 1903 von der Universität Leipzig zum Dr. med. promoviert. An der Tierärztlichen Hochschule Dresden habilitierte er sich 1918. Die Fakultät für Medizin an der Universität Leipzig stellte ihn 1924 als nichtplanmäßigen a.o. Professor für Pharmakognosie ein. Dieses Amt bekleidete er bis 1939.
Bohrisch war Corpsschleifenträger der Guestphalia Erlangen.

## Werke
- Johann Karl Königs Warenlexikon für den Verkehr mit Drogen und Chemikalien, 13. Auflage. Braunschweig 1920.
- Von Amsterdam nach Niederländisch-Indien. Botanisch-pharmakognostische Plauderei. Dresden 1941.